# Шпайхлер, Абрам Иосифович
Абрам Иосифович Шпа́йхлер (1910—1977) — советский конструктор танков, один из основных разработчиков трансмиссии танка Т-34.

## Биография
Окончил Кременчугский машиностроительный техникум (1930). Направлен в КБ Харьковского завода № 183 конструктором.
В 1941 году вместе с эвакуацией КБ прибыл на Уралвагонзавод. Работал в отделе 520: конструктор, руководитель группы трансмиссии, с 1960 года — начальник трансмиссионного бюро конструкторского отдела. Участвовал в разработке танка Т-34, в создании и освоении серийного производства танков Т-54, Т-55, Т-62 и Т-72.

## Награды и премии
- Сталинская премия третьей степени (1943) — за усовершенствование конструкций средних танков (Т-34).
- орден Красной Звезды (1944)
- медали

## Родственники
Имел много братьев и сестер. В частности, Борис Иосифович Шпайхлер (1904 - 1991)- гвардии подполковник, награжден орденами: Орден Отечественной войны I степени, Орден Красной Звезды и другими медалями.
Двоюродный внук Даниил Шпайхлер является ведущим специалистом по стратегическому позиционированию в России.